# パナマのカリブ海側の要塞群
パナマのカリブ海沿岸の要塞群は、パナマにあるユネスコの世界遺産登録物件の一つで、パナマの世界遺産の中では最初に登録されたものである。ポルトベロに残る5つの要塞跡と、サン・ロレンソ要塞の遺構が登録対象となっている。

## 概要
スペインの植民地だった時代のポルトベロは、銀の積出港として栄えた港町であった。当時はその経済的重要性から略奪行為などの標的になることもしばしばで、港町の防衛施設群を整えることが要請された。その結果、17世紀前半に、湾の入り口に2つ（サン・フェリペ・トド・フィエロ要塞とサンティアゴ・デ・ラ・グロリア要塞）と湾内に2つ（サン・クリストバル要塞とサン・フェルナンド要塞）の要塞が配置され、さらに湾の最奥部の港町自体にもサン・ヘロニモ要塞が置かれた。これら5つの要塞群がポルトベロの防衛を担ったのである。
しかし、この要塞群は難攻不落とは行かず、1668年にはヘンリー・モーガンの私掠船団によって、1739年のエドワード・ヴァーノンの艦隊によって、それぞれ大規模な占領や掠奪に遭った。現在残る要塞群は1750年代以降に改修されたもので、国立歴史公園として保存されている。
このポルトベロから南西に60 km ほどいったチャグレス川河口付近の小高い丘の上に建設されたのが、サン・ロレンソ要塞である。こちらの要塞は17世紀の建造以降大きく損壊することがなかったため、当時の姿を良好にとどめている。
これらの遺跡群は、かつてスペインが植民地で築いた軍事施設の建築水準を今に伝える優れた例証となっていることなどから、世界遺産に登録された。保存面での不備などから、2012年の世界遺産委員会において、危機にさらされている世界遺産（危機遺産）リストに登録された。

## 登録基準
この世界遺産は世界遺産登録基準のうち、以下の条件を満たし、登録された（以下の基準は世界遺産センター公表の登録基準からの翻訳、引用である）。
- (1) 人類の創造的才能を表現する傑作。
- (4) 人類の歴史上重要な時代を例証する建築様式、建築物群、技術の集積または景観の優れた例。